# Souš (berg)
Souš är ett berg i Tjeckien.   Det ligger i regionen Olomouc, i den östra delen av landet, 170 km öster om huvudstaden Prag. Toppen på Souš är 1 224 meter över havet.
Terrängen runt Souš är huvudsakligen kuperad.Runt Souš är det ganska tätbefolkat, med 62 invånare per kvadratkilometer. Närmaste större samhälle är Štěpánov, 4,5 km öster om Souš. I omgivningarna runt Souš växer i huvudsak blandskog.